# The Copenhagen Collective
The Copenhagen Collective er et Electronica-konceptband fra Danmark. The Copenhagen Collective består blandt andet af Mads Nørgaard og Anders Trentemøller.
| Musikgruppe | Spire Denne artikel om en dansk musikgruppe er en spire som bør udbygges. Du er velkommen til at hjælpe Wikipedia ved at udvide den. |